# 希利人

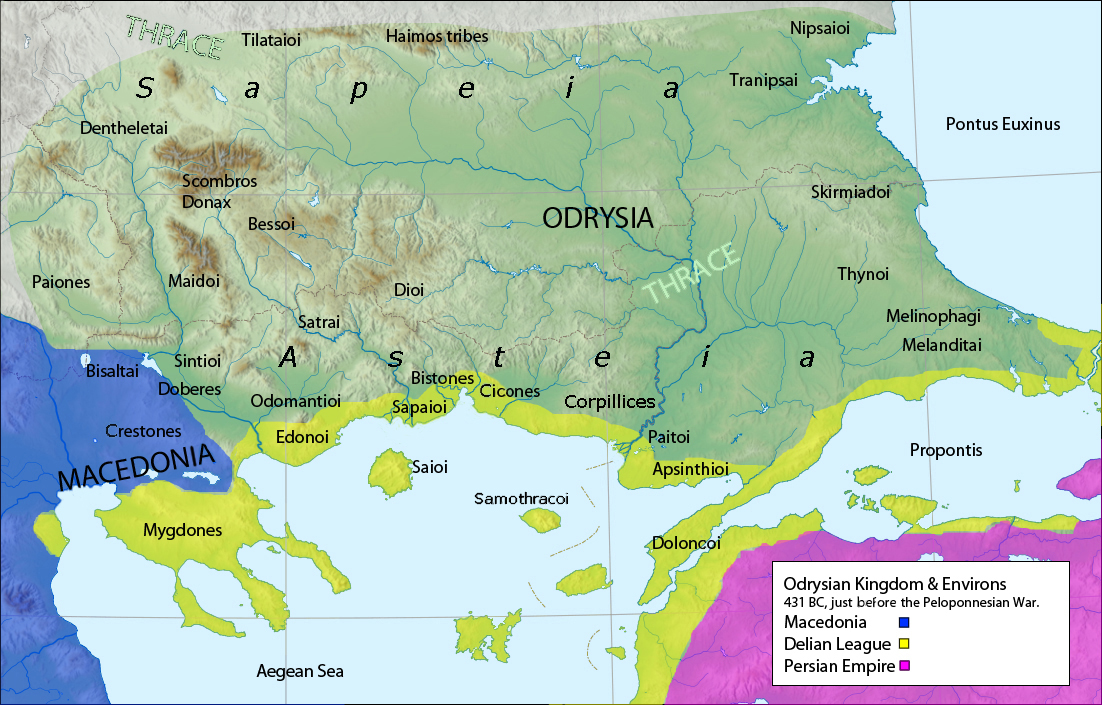
希利人的大概位置（图右中）

希利人（英語：Thyni）是色雷斯人的一個部族，與比希利人一起移居到安那托利亞的後來被稱為希利亞及比提尼亞的土地上。據推測，這兩地區因生活於其上的主要色雷斯部族而得名。